# Edificio del Ministero dei lavori pubblici
L'Edificio del Ministero dei lavori pubblici, è un edificio pubblico in stile razionalista situato all'incrocio tra Avenida 9 de Julio e Avenida Belgrano, nel quartiere di Monserrat, a Buenos Aires, Argentina. Attualmente è utilizzato dal Ministero della salute argentino.
Sulle pareti nord e sud si trovano grandi ritratti in acciaio di María Eva Duarte de Perón, meglio conosciuta come Evita Perón. Il suo ritratto ufficiale di Stato è rivolto a sud, mentre l'immagine a nord la raffigura mentre tiene un discorso appassionato. Le installazioni sono state create dall'artista argentino Alejandro Marmo (noto con il mononimo Marmo) nel 2011.
Costruito dal 1932 al 1935, l'edificio fu progettato da Belgrano Alberto Blanco e originariamente ospitava gli uffici del Ministero dei lavori pubblici, da cui deriva il suo primo e più comunemente usato nome. La sua costruzione fu originariamente suggerita dall'architetto José Hortal all'allora Ministro dei lavori pubblici Manuel Alvarado. L'edificio in realtà precedette di diversi anni la costruzione dell'Avenida 9 de Julio come è conosciuta oggi.
Nel 1991, durante la presidenza di Carlos Saúl Menem, il Ministero dei lavori pubblici fu sciolto e l'edificio divenne la nuova sede del Ministero della salute e dell'azione sociale; i due portafogli furono separati negli anni successivi, ma l'edificio ospita ancora entrambi i ministeri, mentre il Ministero dei lavori pubblici, recentemente restaurato, ha sede nel Palazzo del Tesoro, di fronte a Plaza de Mayo.